# ویتسک د رایتر
ویتسک د رایتر (انگلیسی: Wietske de Ruiter؛ زادهٔ ۲۰ مارس ۱۹۷۰) ورزشکار هاکی روی چمن اهل پادشاهی هلند است.
وی در مسابقات کشوری و بین‌المللی در مجموع برندهٔ ۲ مدال طلا، ۲ مدال برنز شده‌است.